# Schnorbach
Schnorbach là một đô thị thuộc huyện Rhein-Hunsrück bang Rheinland-Pfalz, phía tây nước Đức. Đô thị Schnorbach có diện tích 3,42 km², dân số thời điểm ngày 31 tháng 12 năm 2006 là 237 người.